# Vladimír Buzalka
Vladimír Buzalka (* 3. března 1950 Handlová) je slovenský místní politik za stranu SMER-SD z Handlové, po sametové revoluci československý poslanec Sněmovny lidu Federálního shromáždění za SDĽ.

## Biografie
Vystudoval EF SVŠT v Bratislavě.
Ve volbách roku 1992 byl za SDĽ zvolen do Sněmovny lidu. Ve Federálním shromáždění setrval do zániku Československa v prosinci 1992.
Po komunálních volbách na Slovensku roku 2006 zasedal za stranu SMER-SD v městském zastupitelstvu v Handlové. Znovu byl zvolen v komunálních volbách na Slovensku roku 2010 a v zastupitelstvu působí jako předseda komise ekonomické, správy majetku města a podnikatelské činnosti. V krajských volbách roku 2009 neúspěšně kandidoval i do zastupitelstva kraje.